# Космос-1860
Космос-1860 је један од преко 2400 совјетских вјештачких сателита лансираних у оквиру програма Космос.
Космос-1860 је лансиран са космодрома Тјуратам, Бајконур, СССР, 18. јуна 1987. Ракета-носач је поставила сателит у орбиту око планете Земље. 